# Bomberman Land (Wii)
Bomberman Land, también conocido como Bomberman Land Wii (ボンバーマンランド Wii, Bonbāman Rando Wii) en Japón, es un videojuego de acción y puzle desarrollado y distribuido por Hudson Soft. Fue lanzado para la Wii el 8 de marzo de 2007 en Japón, el 29 de enero de 2008 en Norteamérica y el 14 de marzo de 2008 en las regiones PAL. Siendo parte de la franquicia Bomberman, es el quinto juego de la serie Bomberman Land y la contraparte de consola de la versión portable lanzada para la PlayStation Portable más tarde ese mismo mes.

## Trama
Mientras se relajaba en la playa, Bomberman recibe una invitación al parque de diversiones «Bomberman Land», la cual acepta. Al llegar, se entera de que sus amigos Cool Black y Cute Pink también han recibido invitaciones, al igual que Giant Gold y sus compañeros de equipo: Kid Blue y Bookworm Green. Luego de la llegada de todos los participantes, aparece el director para explicarles los eventos y las clasificaciones, y les desea a todos la mejor de las suertes. El Campeón aparece en la pantalla grande y les dice a los participantes que ha tomado el control del parque y al Director de rehén. Con el tiempo, la tierra que alguna vez fue divertida se convertiría en un lugar caótico, por lo que depende de Bomberman jugar los distintos eventos, ganar la mayor cantidad de piezas y destronar al Campeón.

## Jugabilidad
Existen más de cuarenta atracciones para jugar en las diferentes zonas del parque. Antes de que puedan ser jugadas, las atracciones pueden ser accedidas en el modo entrenamiento, en donde se encuentran divididas en cinco niveles de dificultad. No existe un límite en la cantidad de veces que un jugador pueda rehacer las sesiones de entrenamiento en caso de fallar. El jugador ganará puntos de entrenamiento dependiendo de en qué dificultad haya ganado; y en caso de completar las cinco, el jugador recibirá un ítem.
En el vestíbulo, el jugador obtiene una cierta cantidad de fichas para jugar a las atracciones. Hay tres tipos diferentes de atracciones en el juego: un jugador, dos jugadores y cuatro jugadores. Las atracciones de un jugador cuestan 1 ficha, mientras que las atracciones multijugador pueden valer hasta la cantidad de fichas recibidas. Se ganarán piezas de zona dependiendo de qué tan alto se clasifique Bomberman en los eventos específicos, al igual que en las atracciones multijugador. Mientras más alta sea la clasificación, más piezas se obtendrán, y a su vez se colocará a Bomberman más alto en las clasificatorias generales. Si se logra una clasificación más baja que A, el jugador puede repetir el evento gastando otra ficha, pero correrá el riego de bajar su rango general.

### Multijugador
Bomberman Land Wii cuenta con el modo batalla multijugador clásico de Bomberman. El modo batalla es mucho más personalizable que en iteraciones pasadas; existen múltiples opciones para los jugadores, y se pueden elegir reglas selectas dependiendo del juego que se haya escogido.

## Recepción
El juego recibió reseñas «mixtas» de acuerdo al sitio web de agregación de reseñas Metacritic. En Japón, sin embargo, Famitsu le dio un puntaje de 28 de 40.